# Енон-Веллі (Пенсільванія)
Енон-Веллі (англ. Enon Valley) — місто (англ. borough) в США, в окрузі Лоуренс штату Пенсільванія. Населення — 301 особа (2020).

## Географія
Енон-Веллі розташований за координатами 40°51′21″ пн. ш. 80°27′22″ зх. д. / 40.85583° пн. ш. 80.45611° зх. д. (40.855745, -80.456247).  За даними Бюро перепису населення США в 2010 році місто мало площу 1,28 км², з яких 1,27 км² — суходіл та 0,02 км² — водойми.

## Демографія
Згідно з переписом 2010 року, у селищі мешкало 306 осіб у 122 домогосподарствах у складі 88 родин. Густота населення становила 238 осіб/км².  Було 141 помешкання (110/км²).
Расовий склад населення:
| - 99,7 % — білих |

До двох чи більше рас належало 0,3 %. Частка іспаномовних становила 1,0 % від усіх жителів.
За віковим діапазоном населення розподілялося таким чином: 19,0 % — особи молодші 18 років, 64,0 % — особи у віці 18—64 років, 17,0 % — особи у віці 65 років та старші. Медіана віку мешканця становила 40,1 року. На 100 осіб жіночої статі у селищі припадало 100,0 чоловіків;  на 100 жінок у віці від 18 років та старших — 112,0 чоловіків також старших 18 років.
Середній дохід на одне домашнє господарство  становив 47 904 долари США (медіана — 38 625), а середній дохід на одну сім'ю — 57 425 доларів (медіана — 45 000). За межею бідності перебувало 11,4 % осіб, у тому числі 18,3 % дітей у віці до 18 років та 6,1 % осіб у віці 65 років та старших.
Цивільне працевлаштоване населення становило 146 осіб. Основні галузі зайнятості: освіта, охорона здоров'я та соціальна допомога — 22,6 %, мистецтво, розваги та відпочинок — 17,1 %, роздрібна торгівля — 13,7 %, транспорт — 11,0 %.